# Kleine Nacktsohlen-Rennmäuse
Kleine Nacktsohlen-Rennmäuse (Taterillus) sind eine Gattung der Langschwanzmäuse mit etwa acht Arten, die in Afrika vorkommen.

## Merkmale
Diese Rennmäuse haben einen auffallend langen Schwanz und große Ohren. Sie erreichen eine Kopf-Rumpf-Länge von 10 bis 14 cm, eine Schwanzlänge von 14 bis 17,5 cm und ein Gewicht von etwa 50 g. Die Fellfarbe auf dem Rücken variiert zwischen rotbraun, gelbbraun und dunkelbraun, manchmal mit olivgrünen Schattierungen. An den Körperseiten sind die Tiere heller und der Bauch sowie die Gliedmaßen sind weißlich. Der lange Schwanz hat am Ende eine gut entwickelte Quaste und ist im hinteren Bereich dunkler. Im Gegensatz zum deutschen Trivialnamen und als Unterscheidungsmerkmal zu den eigentlichen Nacktsohlen-Rennmäusen (Gerbilliscus) sind die Fußsohlen nicht völlig nackt.

## Lebensweise
Kleine Nacktsohlen-Rennmäuse halten sich vorwiegend in trockenen Buschsavannen auf. Sie wurden auch in trockenen und feuchten Wäldern angetroffen. Diese Tiere graben unterirdische Baue und sind hauptsächlich nachts aktiv. Ihre Nahrung besteht zum größten Teil aus Samen und Insekten. Jedes Exemplar hat sein eigenes Revier, doch die Gebiete von Männchen und Weibchen überdecken sich.
Das Fortpflanzungsverhalten ist hauptsächlich von der Senegal-Nacktsohlenrennmaus (Taterillus pygargus) bekannt. Bei dieser Art werden die Jungtiere bei feuchtem Wetter zwischen September und März geboren. Weibchen können mehrere Würfe im Zeitraum haben. Nach einer Trächtigkeit von etwa drei Wochen werden meist vier Junge geboren. Nachdem die Jungtiere ihre Mutter verlassen haben, brauchen sie etwa 3 bis 5 Monate, bis sie ein eigenes Revier etablieren können.

## Arten, Verbreitung und Status
Die IUCN unterscheidet zwischen acht Arten, die alle als nicht gefährdet (least concern) eingestuft werden.
- Robbin-Nacktsohlenrennmaus (Taterillus arenarius) lebt in Westafrika vom westlichen Niger bis zum Atlantik in Mauretanien.
- Kongo-Nacktsohlenrennmaus (Taterillus congicus) bewohnt hauptsächlich die Zentralafrikanische Republik sowie angrenzende Gebiete der Nachbarstaaten.
- Emins Nacktsohlenrennmaus (Taterillus emini) kommt in Ostafrika vom zentralen Sudan bis zum nördlichen Tansania vor.
- Taterillus gracilis ist in Westafrika von West-Tschad bis Senegal zu finden.
- Tschadsee-Nacktsohlenrennmaus (Taterillus lacustris) lebt südwestlich des Tschadsees im nordöstlichen Niger und nördlichem Kamerun.
- Petter-Nacktsohlenrennmaus (Taterillus petteri) kommt in Burkina Faso, Süd-Mali und West-Niger vor.
- Senegal-Nacktsohlenrennmaus (Taterillus pygargus) hat zwei voneinander getrennte Verbreitungsgebiete, eins in Senegal und das andere im südwestlichen Niger.
- Tranieri-Nacktsohlenrennmaus (Taterillus tranieri) ist bisher von Süd-Mauretanien und dem angrenzenden Mali bekannt.

Harringtons Nacktsohlenrennmaus (T. e. harringtoni), die von verschiedenen Zoologen Artstatus erhält, wird von der IUCN als Unterart von Emins Nacktsohlenrennmaus gelistet.

## Referenzliteratur
- Ronald M. Nowak: Walker's Mammals of the World. 2 Bände. 6. Auflage. Johns Hopkins University Press, Baltimore MD u. a. 1999, ISBN 0-8018-5789-9.